# Даочжень-Гелао-Мяоський автономний повіт
28°53′00″ пн. ш. 107°35′59″ сх. д. / 28.88337° пн. ш. 107.5996° сх. д.
Даочжень-Гелао-Мяоський автономний повіт (кит. 道真仡佬族苗族自治县, пін. Dàozhēn Gēlăozú Miáozú Zìzhìxiàn) — один із повітів КНР у складі префектури Цзуньї, провінція Гуйчжоу. Адміністративний центр — містечко Юйсі.

## Географія
Даочжень-Гелао-Мяоський автономний повіт лежить на висоті близько 750 метрів над рівнем моря на півночі Юньнань-Гуйчжоуського плато у горах Далоушань.

### Клімат
Повіт знаходиться у зоні, котра характеризується вологим субтропічним кліматом. Найтепліший місяць — липень із середньою температурою 25,8 °C. Найхолодніший місяць — січень, із середньою температурою 5,2 °С.
| Клімат повіту Даочжень-Гелао-Мяо | Клімат повіту Даочжень-Гелао-Мяо | Клімат повіту Даочжень-Гелао-Мяо | Клімат повіту Даочжень-Гелао-Мяо | Клімат повіту Даочжень-Гелао-Мяо | Клімат повіту Даочжень-Гелао-Мяо | Клімат повіту Даочжень-Гелао-Мяо | Клімат повіту Даочжень-Гелао-Мяо | Клімат повіту Даочжень-Гелао-Мяо | Клімат повіту Даочжень-Гелао-Мяо | Клімат повіту Даочжень-Гелао-Мяо | Клімат повіту Даочжень-Гелао-Мяо | Клімат повіту Даочжень-Гелао-Мяо | Клімат повіту Даочжень-Гелао-Мяо |
| Показник                         | Січ.                             | Лют.                             | Бер.                             | Квіт.                            | Трав.                            | Черв.                            | Лип.                             | Серп.                            | Вер.                             | Жовт.                            | Лист.                            | Груд.                            | Рік                              |
| Середній максимум, °C            | 8,5                              | 10,4                             | 15,1                             | 21                               | 25,2                             | 27,7                             | 30,9                             | 31,1                             | 26,8                             | 20,5                             | 15,9                             | 10,5                             | 20,3                             |
| Середня температура, °C          | 5,2                              | 7                                | 10,8                             | 16,1                             | 20,1                             | 23,1                             | 25,8                             | 25,5                             | 21,8                             | 16,5                             | 11,8                             | 6,9                              | 15,9                             |
| Середній мінімум, °C             | 2,9                              | 4,5                              | 7,8                              | 12,5                             | 16,3                             | 19,6                             | 22                               | 21,4                             | 18,2                             | 13,8                             | 9,2                              | 4,3                              | 12,7                             |
| Норма опадів, мм                 | 17.3                             | 21.2                             | 37.4                             | 101.1                            | 148.7                            | 173.7                            | 161.9                            | 130.3                            | 94.8                             | 86.2                             | 42.7                             | 16.5                             | 1031.8                           |
| Вологість повітря, %             | 80                               | 77                               | 77                               | 78                               | 79                               | 81                               | 79                               | 77                               | 79                               | 84                               | 82                               | 81                               | 79.5                             |
| -------------------------------- | -------------------------------- | -------------------------------- | -------------------------------- | -------------------------------- | -------------------------------- | -------------------------------- | -------------------------------- | -------------------------------- | -------------------------------- | -------------------------------- | -------------------------------- | -------------------------------- | -------------------------------- |
| Джерело: data.cma.cn             |                                  |                                  |                                  |                                  |                                  |                                  |                                  |                                  |                                  |                                  |                                  |                                  |                                  |